# 巨黍県
巨黍県（コソけん、コソヒョン、朝鮮語: 거서현）は、現代の大韓民国龍仁市水枝区と器興区の一帯に、新羅時代に存在していたかつての行政区域の名称である。
現在の龍仁の地名は高句麗時代には駒城（クソン、구성）であり、別名で滅烏（ミョロ、멸오）ともいった。新羅の景徳王の時代に、日本の国郡里制をモデルに郡県制を整備し、地名を変えて漢州の領県とした。 「駒城」のもともとの意味は「大きい城」または「高い城」であるが、「巨黍」も大きいという意味である。『大東地誌』ではその改称の時期について、757年（景徳王16年）と具体的に述べている。

## 地名の由来
巨黍県は、もともとは百済の滅烏、すなわち「ミョロ、멸오」であったが、この音は「マルア、말아」と読まれ、現代の朝鮮語における「マル、마루」（「宗」の朝鮮語訓読み）と語彙の上で関連があり、「大きい」という意味だと考えられる。「巨黍」は、その漢字表記である。 高句麗時代の地名である「駒城」は、「マルア」の「マル、말」をウマ（馬、駒）の意味にとったものである。滅烏という地名については、その文字通りの意味から、長寿王の率いる高句麗軍が、この近辺で百済軍を殲滅したため、百済軍の死体にカラスが群れを成し集ったため、「滅烏」と名付けられたという説があるが信憑性はない。
なお、『史記』や『荀子 性悪』には、「昔の優れた弓」といった意味で用いられた「巨黍」の語が見える。

## 沿革
- 百済の統治下、滅烏（ミョロ）県であった。
- 475年、高句麗軍が大々的に南侵して百済の都であった漢城陥れた後、高句麗の領土になった。 高句麗によって駒城県が設けられた。
- 聖王の時代に、百済が領土を回復したが、真興王によって新羅の領土に編入された。
- 南北国時代の757年（景徳王16年）行政体制改編で巨黍県に改名し、漢州（京畿道広州郡）の直轄地となった。
- 高麗時代に龍駒県と改名した。ただし、独立した行政単位ではなく、広州牧（광주목）の属県であった。
- 1172年（明宗2年）監務が設置された。
- 朝鮮王朝（李氏朝鮮）に入り、1413年（太宗13年）に処仁県（朝鮮語版）と統廃合された。 龍駒の「龍」と処仁の「仁」を取って龍仁県と改名され、県の治所（県庁）が巨黍に置かれた。水原鎮管に所属する従五品の県令が派遣された。
- 朝鮮末期に、面里制（朝鮮語版）によって16面が区切られた。
- 1895年、二十三府制により行政区域が再編され、県制度が廃止されたため、郡に昇格して忠州府（チュンジュブ、충주부）が管轄する龍仁郡となった。

治所が、水余面（수여면）巣鶴洞（소학동）へ移転した。
- 翌年、十三道制により、再び京畿道に属し4等郡となった。
- 日本統治時代の1914年に朝鮮総督府による行政統廃合で近隣の陽智郡全域と竹山郡のウォンイル面（원일면）、ウォンサム面（원삼면）、クンイル面（근일면）、クンイ面（근이면）、クンサム面（근삼면）を合併し、後の龍仁市と似た管轄区域が完成した。 郡庁も水余面金良場里（김량장리に移された。
  - 1914年以後の歴史と現況に対しては、龍仁市を参照。
- 龍仁市は1996年3月に都農複合形態市に昇格している。